# 巴小倩
巴小倩（英語：Violet Parr）是由美國製片廠皮克斯工作室以超級英雄為題材，分別在2004年與2018年推出的電影動畫《超人特攻隊》、《超人特攻隊2》中，所登場的虛構女性角色。在作品裡，她被設定成是一位擁有強大力氣的男性超級英雄巴鮑伯，以及一位能自由伸展身軀的女性超級英雄巴荷莉（Helen Parr）的長女。小倩本身也具有著一般普通人所沒有的超能力，她可以施展出用來保護自己、圓形模樣的防護罩力場，以及將身體給隱形起來。個性上她是個性格害羞的青少女，平時她因害怕本身能力若不小心展露出來會遭受別人異樣的眼光，而難以融入在學生活。在家中小倩另有兩位分別名為巴小飛（Dash Parr）與巴小傑（Jack-Jack Parr）的弟弟，他們也同樣具有著特殊能力。
《超人特攻隊》系列影片導演布萊德·博德為小倩的創作者，他認為一般青年在成長期間所遇到的困難、不安全感、對其他人的防衛性，都能對應到小倩所持有能力的屬性上。從事史學家、散文作家的莎拉·沃維爾，則被布萊德·博德挑選來擔任小倩的配音。而皮克斯工作室在製作小倩的過程裡，她頭上長髮的動態表現，有被製作群視為是影片裡最需技術來呈現、以及最困難的項目之一。
在影片的演出表現上，傳媒對於小倩是以肯定的正面回應居多。她也常被一些媒體與漫畫公司漫威漫畫先前所創作出一名同樣有著能夠隱形、以及可製造出能量防護盾力場的女性超級英雄隱形女來作比較。

## 作品描述
小倩最初登場的作品是2004年的《超人特攻隊》。在一開始出場的模樣，她是個將頭髮遮住臉前大部份的面孔、行為害羞、沒有自信心的少女。她雖出身於天生具有特殊能力的超級英雄家庭，但她出生前因社會大眾逐漸對於超級英雄在打擊犯罪的過程裡，所額外引發出的波及、意外事件感到反感，便立法禁止超級英雄在社會上露面行動，她和家人便只能設法以正常人的生活模式來融入社會。小倩雖擁有可以將自己隱形、和施展防護罩的能力，但她認為她的能力若被其他人發現只會被投以異樣眼光，而渴望能像平凡的正常人一般。某日，小倩的父親鮑伯被一位想向超級英雄復仇、名叫「辛拉登」（Syndrome）的人士給抓走，她的母親荷莉在得知這件事後，便搭乘私人飛機前往辛拉登的私人島嶼去營救鮑伯，而小倩與她弟弟小飛則偷偷搭上她母親駕駛的飛機裡想一同行動。因在前往島嶼過程裡有遇到差點被辛拉登發射的飛彈給命中的危機，讓小倩一度對自己沒辦法及時施展出防護罩來保護大家而感到自責，隨後荷莉則鼓勵她不要對此難過；而要相信自己。之後小倩和小飛在對抗要消滅她們一行人的辛拉登手下時，逐漸能掌控著自己的能力，也成功找到她父親一家再次團聚。小倩在和她家人一同擊敗辛拉登後，開始願意改變她的自我、讓自己更有信心，並讓自己敢與她在學校心儀的男同學雷湯尼（Tony Rydinger）交流。
在2018年的續作《超人特攻隊2》裡，開頭延續了前集結尾，即小倩一家人在外頭遇到了反派敵手「採礦大師」（The Underminer）。當與採礦大師對抗時，小倩意外被剛好待在現場的雷湯尼目睹到她實際是超級英雄的身份。之後小倩一家沒有成功捉住採礦大師，反而因為在過程裡引發出騷動被警方約談，連雷湯尼也因發現到小倩的真實身份緣故，私下被政府特工抹除掉他對於小倩的記憶。當小倩得知雷湯尼失去對於她的記憶後，引發出她內心憤恨不平，並再次對自己身為超級英雄一事感到埋怨的戲碼。隨後，小倩了解到她父親有嘗試努力製造出讓她有和雷湯尼重新認識的機會後，內心慢慢釋懷。劇情後段當小倩的父母親遭受伊芙琳·德沃爾（Evelyn Deavor）利用可控制心智的特殊眼鏡給洗腦後，她又和兩名弟弟小飛與小傑一同攜手設法解圍。在拯救父母的過程裡，小倩有遭受到其他也被伊芙琳洗腦的超級英雄攻擊，並且有出現她與一名具有控制空間能力的女英雄「空洞」（Voyd）的對抗橋段。

## 角色製作

### 構想
影片導演布萊德·博德在拍攝《超人特攻隊》時，他認為比起呈現出角色們的超能力技巧，對於描述角色性格上的發展有著更大興致。當要決定出巴鮑伯一家的超能力時，博德便從核心家庭形式的成員來找出靈感。在把巴小倩設計成一位介於小孩與成人期間、對於自我感到不安的青少女時，博德認為「隱形」是最能符合該名角色形象的能力。{其中小倩有著害怕被週遭人們注目的性格，這種容易感到不安、具防衛性的情況，讓博德為她添加了可產生防護罩來保衛自己的能力。之後負責此影片配樂的麥可·吉亞奇諾在創作小倩的背景音樂時，也將曲風弄成帶著靦腆以及神祕的感覺，以符合她的性格。
在外觀上，雖然影片場景架構在類似1950至1960年代期間的美國社會，色調美術指導布琳·今切（Bryn Imagire）提及那時期流行的緊身裙、蓬蓬裙之類女性衣裝並不適合小倩的性格，因此不拘泥一定要符合當時風格的打扮，選擇了較寬鬆的牛仔褲、運動鞋、毛衣等來做為她的身著衣物，並採用較不鮮艷飽和的色彩，以表現出她害羞又略帶一些叛逆的模樣。其中小倩的英語原名「Violet」為帶有紫色的含義，因此她在首集影片出現時，服裝上有挑選偏紫色的配色。在影片結尾為了暗示她已經成為心態較開放活潑的少女，便讓她穿著比紫色明亮的粉色上衣。其中在作品裡小倩一家人裡只有她自己是黑髮，其它像她的爸媽、兩位弟弟都是金髮或棕髮的情況，對此博德則以隱性基因遺傳來作為該設定上的解釋。
一些未在正式影片裡實現的角色構思方面，初期的劇本草稿裡小倩曾被構想成是一名女嬰；而非現在的青少女模樣。另外擔任小倩配音的莎拉·沃維爾的小時經歷，也有被博德作為嘗試採用在劇情的靈感。博德對於在沃維爾小時候她父親是從事製作槍械的技師，曾經自行打造出加農炮並叫沃維爾幫忙拉到郊外試射一事很感興趣，便試著將她的經歷套用在小倩上。之後有一段未在正式影片上採納的情節，便是小倩身著超能裝並拿著一把槍，然後被槍發射狀況給嚇一跳的段落。

### 頭髮
在《超人特攻隊》中，使用了當時最先進的電腦技術來模擬出角色頭上頭髮在移動時，以及靜止後的呈現模樣，並且有部份是在一些電腦上尚未嘗試運行過的方式。其中皮克斯動畫師們針對著小倩的黑色長髮，採用了較新且較花費工夫的方式。因頭髮之類的有機物質一向是電腦動畫裡具挑戰性的項目，也讓製作小倩的黑長髮成為影片中不易完成的目標。
過程中動畫師們採用由肯特·梅特頓（Kent Melton）所打造的小倩比例模型來作為參考範本，並設法比照弄出模型上精細的頭髮樣式。因頭髮樣式不易完成，初期多數粗略的剪輯片段裡頭，小倩登場時都是先光著頭的模樣。影片製作人約翰·沃克在看見此情形時，曾向動畫師們反應能否先幫小倩弄些簡單的頭髮，當時動畫師們都認為「若真想弄出頭髮的模樣，會是很理論上的念頭。」，但到後期逐步做出了成果。負責替小倩配音的莎拉·沃維爾對此則提及在錄音過程中，她在畫面上所看到的小倩都是光頭樣子。影片技術指導瑞克·薛瑞（Rick Sayre）表示著，在製作小倩頭髮過程所遇到一個很大的難題──就是這名角色沒有固定的髮型，她會隨著劇情推進而有不同的模樣，而且要額外考慮到她的頭髮接觸四周時所呈現情況。
儘管有不少技術上的難題，製作團隊並沒有因此把小倩改成短髮，因為小倩在劇中把頭髮弄在前方遮住自己臉部的行為，是反應出此角色性格的重要部份，有必須表現出的需要。
之後製作群花了六個月時間將小倩的頭髮給繪製出來，其中馬克·海尼有和動畫師們準備了五種髮型模組，以方便在劇中遇到風雨、或是在她自己施展的防護罩裡漂浮時等各種環境場景下做修改。到了最後，小倩的頭髮成為了製作群在影片裡最滿意的成果之一。瑞克·薛瑞表示著在作品中能夠一邊呈現著自然的頭髮外貌，一邊能做出具說服力的動態效果，是明顯的重大突破，並認為在《超人特攻隊》出現之前，沒有其它電腦動畫可以做出這樣的頭髮表現。負責劇中衣物與頭髮的模擬指導馬克·海尼（Mark Henne），對此成果也肯定表示著是達到了其它多數影片「仍無法處理辦到的事項」。
而製作小倩的頭髮過程，也額外影響到劇中另一位名叫幻影（Mirage）女角的造型。最初幻影的外觀也是一位長頭髮女性，當時因已投入許多人力和時間來製作小倩的頭髮，而讓瑞克·薛瑞請求將幻影改成短髮外型以節省製作流程。
後續上映的續集《超人特攻隊2》因與首集相隔了十四年時間，在此期間電腦技術的進步讓製作群可以對小倩的頭髮做出更細膩修改、更自然的表現。續集角色美術指導麥特·諾爾特（Matt Nolte）對此提到首集小倩的頭髮模組可沿用在續集上，這可令她不必傷太多的腦筋。
儘管有先前的成就，續集模擬指導蒂芬妮·艾瑞克森·科隆（Tiffany Erickson Klohn）認為頭髮仍是俱挑戰性的內容，因為有要表現出更柔和與順直的模樣，其中在製作一些偏向動作的場景上，仍有遇到頭髮從頭上斷開的情況。另外小倩在影片裡的身材比例是頭大、身軀纖細模樣，在她移動時需注意頭髮會依在身上的部份並不多。之後在續集裡頭，小倩把她溼掉長髮給弄乾的短短一幕裡，其呈現效果有被《環球郵報》讚賞在那一瞬間彷彿看見了未來動畫的走向，也就是現實與虛幻的互相融合。

### 配音

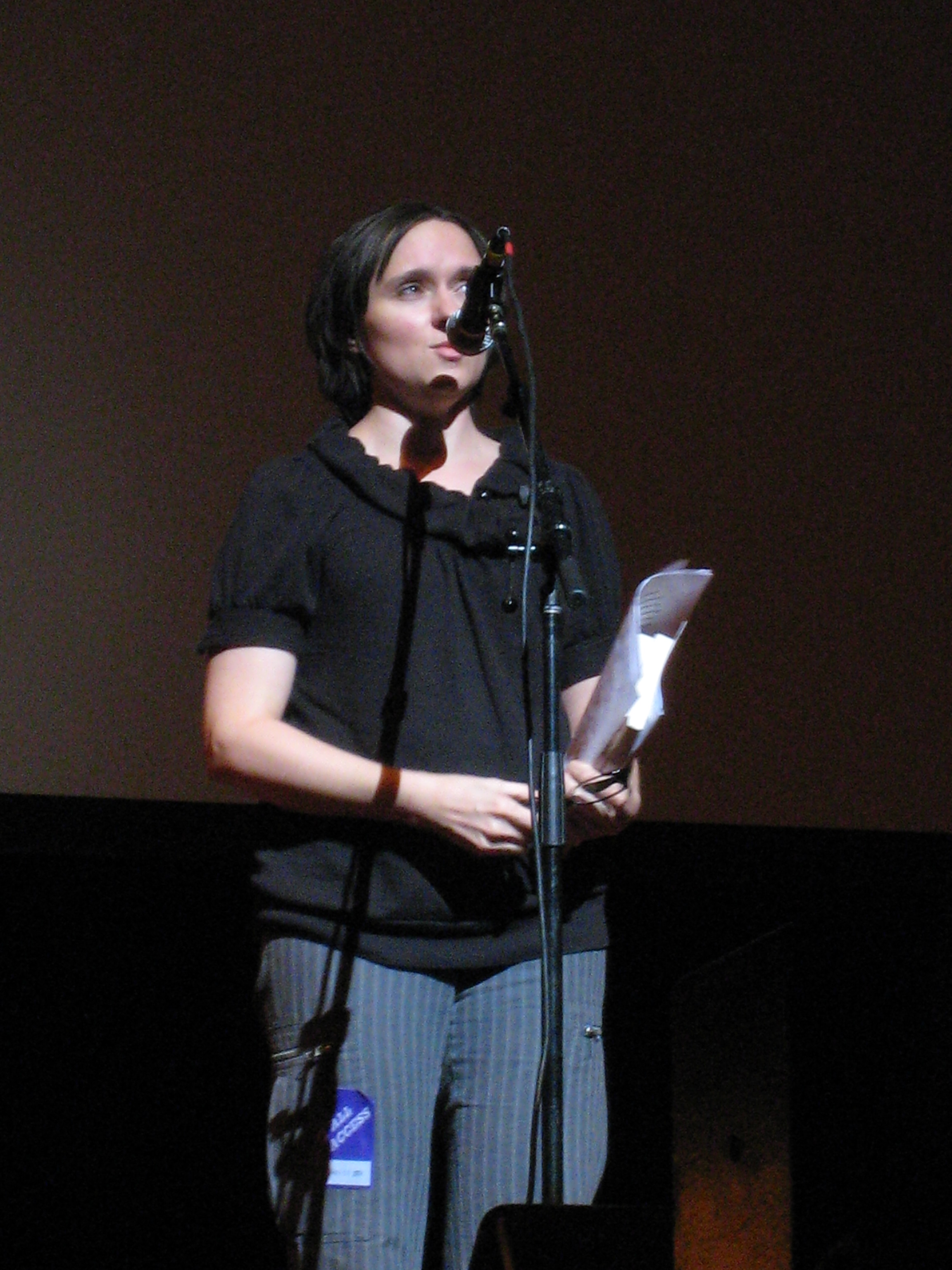
擔任巴小倩配音的莎拉·沃維爾。

布萊德·博德是全國公共廣播電台節目《This American Life》的愛好者，並且是該節目固定班底莎拉·沃維爾的忠實聽眾。某日，博德在節目上聽到沃維爾提及小時候曾看著她那位會製作槍具的老爸，發射著他自行打造的加農炮時，腦海便浮現沃維爾就是適合小倩配音的人選。
在博德向沃維爾提出配音的邀請後，對方的經紀人則回覆說因為沃維爾平時要另外忙於寫作，因此請博德不必特別浪費時間了。之後博德設法私下找沃維爾本人洽談時，沃維爾認為皮克斯是個有許多天馬行空創意的地方，並在受邀參觀皮克斯工作室場所時有著美好體驗，除此之外她也欣賞著博德過去執導的動畫《鐵巨人》，而接下了這份請求。沃維爾提及雖然平時滿足著寫作的生活，而博德的請求就像是真正的職業挑戰，如果最後成果配得不完美也至少有學到一些事情。並開玩笑表示著接下這份任務，就好比曼德拉突然冒出來請求妳協助他對抗種族主義一樣，是一件得挺身而出的事。
配音過程裡，沃維爾被請求要比平常本身的作家形象更誇浮表現。她認為跟電影演出比較起來，配音更像是舞台劇上的表演。與她平時在廣播電台上錄音的情況相較之下，也需要注意手勢以及和配音指導的配合。沃維爾也會採用一些額外的輔助方法來表現出效果，例如請求博德拍打她的手臂來弄出痛苦的聲音，或是在小倩與她母親荷莉與弟弟小飛一同搭的飛機遭擊毀後，她們一行人掉在海面的場景中，沃維爾將一口水含在嘴裡來模仿出快溺水時發音情況。
完成配音後，沃維爾自評因本身缺乏經驗而需要眾人多方面的指正，並認為博德很享受教導像她這種尚未成熟演出者的過程。她自認本身的音調聽起來很有「卡通」味，而且聽起來比自己實際年齡年輕許多，也因為音調上的特色，曾對於會不會有人突然要求請她對動畫配音這種事感到不自在。而博德則肯定沃維爾的配音演出，認為她獲得了漂亮全勝。皮克斯影片製作人妮可·派藍迪斯·葛蘭達也稱讚沃維爾就是有辦法想得到博德所希望小倩該表現出的樣子。
對於自身所擔任的角色，沃維爾表示著她個人與小倩一樣都有些剛愎自用，並且都有位古怪趣味的老爸。她覺得小倩的能力就像劇中其他家庭成員一樣，都是反應出每個人內心情形的映射，而小倩所擁有的隱形與防護罩技能，就代表著是一位想要在群眾裡低調並渴望被保護的青少女。以及有著「我可以飾演出小倩，因為我過去就像她。我喜歡那種帶著憂鬱、害羞、剛愎自用的青少女。」的感想。
之後2005年沃維爾有替紀錄片《沃維爾：莎拉·沃維爾的隨筆》（Vowellet: An Essay by Sarah Vowell）編寫劇本，並在裡頭談論著她在擔任小倩配音員以及從事作家兩種不同身份的差異。

## 反應

### 媒體評價
在報刊部份，認為小倩的風格上，令人感覺有混合著漫威漫畫作品《驚奇4超人》中的隱形女，以及由羅伯·瑞傑（Rob Reger）所設計形象角色「黑暗冷酷女孩」的特點。《紐約客》反應著她是個時而暴躁、時而膽怯，但終究會有決心來挽救局面的登場人物。《舊金山紀事報》則表示莎拉·沃維爾的配音能令人感受到小倩焦慮、害羞的性格，加上她的黑長髮與大眼珠造型，使她成為影片主角群裡最能令人想同情的角色。
網際網站方面，娛樂新聞網站CinemaBlend稱讚了沃維爾在裡頭的配音表現之外，認為小倩在逐漸肯去面對、接受她自己的過程中，有著許多令人激賞的演出。電子娛樂網站IGN則認為《超人特攻隊》系列能成為出色的電影，其中小倩所表現出的孤立與會給人誤解的感覺是原因之一。媒體新聞網站CNET表示在續集結尾裡頭，小倩縱使終於有機會和她心儀的對象雷湯尼約會時，仍願意打算先去抓捕在街上看到的罪犯；而把約會的事放到其次，這表示她終究是一名超級英雄、也是她的本性。大眾娛樂網站The Ringer對於她在影片裡的定位，描述是個能夠在關鍵時刻推動劇情，並且是個在嚴肅與詼諧之間有著絕妙平衡的角色。其它娛樂新聞網站部份，Screen Rant另外提及影片裡雖然沒有描述出小倩小時候的情形，但構想一齣一位身懷超能力的小女孩，出生在超級英雄身份是違法且不能曝光的社會裡之成長歷程，像這樣如此內容的劇本應有潛在可行性。Hollywood.com肯定她的演出能讓觀眾明白到少年少女們所會遇到的不安、尷尬場合，即使她是在設定成沒有超能力的情形下，另外也把她劇中對一些事物冷嘲熱諷的橋段，列在為何《超人特攻隊》是最棒超級英雄電影的原因之一。其中除了迪士尼旗下的Oh My Disney網站有提及小倩有著不差的挖苦人技巧之外，Cosmic Book News網站也有將稱她為「嘲諷天后」（The teen-queen of sarcasm）。
評論家大衛·埃德爾史坦表示著，小倩身上留的長髮、以及施展出效果絢麗的防衛罩，對於他本人印象而言，都是極度困難呈現出的動畫效果，並將她視為是一名出色、並且老是遭遇倒霉事、易怒的少女。漫畫歷史研究家彼得·桑德森認為小倩所持有的特殊能力，顯露出漫威漫畫旗下英雄角色作品《驚奇4超人》對於《超人特攻隊》的影響。
對於沃維爾替小倩配音的表現部份，評論網站IndieWire表示博德挑選沃維爾擔任配音一事，是所有影片選角裡最令人出乎意料的決定。而網站The Ringer則提出很難想像可以有比沃維爾更適合小倩配音的人選之看法。評論家大衛·埃德爾史坦則認為聽著沃維爾悅耳的聲音，來搭配愛生氣的小倩，是個相當有意思的表現。

### 列名項目
- 音樂雜誌《滾石》：前25大最佳皮克斯影片角色第20名。[50]
- 娛樂網站Hypable：《超人特攻隊2》英雄角色演出表現第3名。[51]
- 娛樂網站Pajiba：前15大最酷炫皮克斯女性角色第9名。[52]
- 音樂媒體網站The Playlist：前30大皮克斯系列作品最佳配音演出第19名（莎拉·沃維爾）。[53]

### 引用
2017年英國BBC廣播公司發表了一篇新聞，內容引用了小倩所持有的施展防護罩能力，來形容軟體公司Bromium基於硬體虛擬化方式，來做出當使用者透過電子產品接觸網際網路時，產生出類似防護罩用來隔離駭客、網路攻擊環境的資安技術。

## 其它登場作品
《超人特攻隊》上映後，有發行以小倩一家人各成員為主題的兒童故事書，其中由理查·道格沃茲（Richard Dungworth）所撰寫的《超人特攻隊：小倩的驚奇日記》（The Incredibles: Violet's Incredible Diary），便是以小倩的角度來述說《超人特攻隊》之劇情發展過程。
小倩有在數款以《超人特攻隊》為題材的電子遊戲裡登場，如在2004年發行的同名電子遊戲、以及同一年推出的迷你遊戲合輯《超人特攻隊：危險呼叫時》。另外在一些跨界作品，如在2012年集合六份皮克斯影片角色的《衝鋒：迪士尼皮克斯大冒險》，2013年所推出混合皮克斯、迪士尼、漫威漫畫旗下作品角色的《迪士尼無限世界》，或其它像是由樂高玩具公司重新詮釋《超人特攻隊》於2018年發表的《樂高超人特攻隊》等等遊戲。

## 外部連結
- 《超人特攻隊》Wikia上的巴小倩介紹 （页面存档备份，存于）（英文）
- 皮克斯Wikia上的巴小倩介紹 （页面存档备份，存于）（英文）
- 迪士尼Wikia上的巴小倩介紹 （页面存档备份，存于）（英文）